# Paraphylax saigusai
Paraphylax saigusai là một loài tò vò trong họ Ichneumonidae.